# Pablo San José García
Pablo San José García (Larache, protectorado español de Marruecos, 17 de mayo de 1926 - Burgos, 6 de octubre de 1998), conocido simplemente como Pablo, fue un dibujante y humorista gráfico español, creador de la popular serie La oficina siniestra.

## Biografía
Pablo, que (como muchos de los personajes de sus dibujos) era administrativo de profesión, comenzó su trayectoria artística en la revista La Codorniz, donde aparecieron sus chistes desde 1953 hasta finales de los años setenta. En 1963 fue galardonado con la Paleta Agromán al mejor humorista gráfico. A lo largo de los años combinó sus dos facetas, la de empleado de oficina con la de humorista gráfico, sirviéndose de su profundo conocimiento de la vida burocrática para inspirar las viñetas sobre el tema.
A finales de la década de los sesenta y principios de la siguiente publicó dos libros con sus famosos y famélicos oficinistas: La Oficina Siniestra (prologado por Evaristo Acevedo) y La burocracia tenebrosa, en cuyas viñetas retrató en clave de humor la España del desarrollismo y del pluriempleo. Posteriormente realizó numerosas exposiciones de acuarelas en diferentes ciudades españolas y europeas. Asimismo colaboró con el diario madrileño El País y con el semanario Autopista, donde ilustró múltiples facetas del mundo del motor.
Pablo San José era un hombre de notable preparación cultural, conversación chispeante y simpatía personal. "Dicen que hago humor de la ternura y es verdad que lo intento... A mí me interesa lo social, el humor político no; no tengo mucho sentido político y creo que es más efímero... Yo creo que hago lo que podría llamarse humor blanco, o humor-humor, que dura más..." 
Sobre su paso por La Codorniz, contaba: "No hace falta aludir a la célebre portada de la Codorniz sobre los veinticinco años de pa...ciencia", señalaba. "Yo tenía el proyecto de hacer otra, veinticinco años... de pez, pero se consideró demasiado alusiva a los deportes piscatorios de Su Excelencia y además fue cuando nos cerraron", comentaba socarrón de vez en cuando, al tiempo que señalaba que de jovencito quiso comprarse un saxo alto porque era bajito.
Pablo falleció en Burgos a causa de una insuficiencia cardiaca. Está enterrado en  Covarrubias (Burgos)
- Datos: Q5840549